# 77971 Donnolo
77971 Donnolo este o planetă minoră (asteroid) din Mars-crossing asteroid⁠(d). A fost descoperită pe 7 mai 2002 la Nogales de Tenagra Observatories⁠(d). 
Obiectul prezintă o orbită caracterizată de o semiaxă mare de 2,3206837075932 UAi, o excentricitate de 0,29, o înclinație de 22 ° în raport cu ecliptica.